# Zenaga
El zenaga (autònim Tuḍḍungiyya) és una llengua amaziga parlada entre Mederdra i la costa de l'oceà Atlàntic al sud-oest de Mauritània i al Senegal. Comparteix una estructura lingüística bàsica amb altres llengües amazigues, però les característiques són molt diferents. De fet, el zenaga és probablement la llengua amaziga més divergent que sobreviu, amb un sistema de so significativament diferent fet encara més distant per canvis sonors so com ara /l/ > /dj/ i /x/ > /k/, així com una profusió de tancament glotal difícil d'explicar.
El nom zenaga prové d'una antiga tribu amaziga molt més gran, els Iznagen, que són coneguts en àrab com els sanhaja. Adrian Room al seu African Placenames dona derivacions zenaga per alguns topònims de Mauritània.

## Demografia
Els sanhaja va establir un vers el 1040 un ribat (una fortalesa religiosa) a una illa del riu Senegal, que de fet va agafar aquest nom d'ells. Per sota dels tributaris o zenaga hi havia la classe dels haratins, negres o barrejats, que feien de servidors o eren esclaus.
El zenaga havia estat parlat a una gran part de Mauritània, però va entrar en decadència quan els seus parlants foren derrotats pels àrabs maqil en la guerra de Char Bouba del segle xvii. Després d'aquesta guerra, es va prohibir portar armes i molts esdevingueren especialistes en estudis religiosos islàmics o servents de tribus més poderoses. Va ser entre el grup més antic i prestigiós que el zenaga va sobreviure més temps.
En 1940 (Dubié 1940) el zenaga era parlat per unes 13.000 persones de quatre tribus nòmades distribuïdes en una àrea compresa entre St. Louis, Podor, Boutilimit, i Nouakchott (però sense incloure cap d'aquestes ciutats):
- Tashumsha ("els cinc"): 4.653 parlants de 12.000 membres
- D-abu-djhes (i-D-ab-lahs-en): 5.000 de 5.000
- Gumdjedjen (i-Kumleil-en), subtribu dels Ida u el Hadj: 700 (fora de la població Ida u el Hadj de 4.600)
- Tendgha: 2.889 de 8.500

Aquestes tribus, segons Dubie, especialitzades tradicionalment en estudis religiosos islàmics, i portaven una vida nòmada especialitzada en ovelles i vaques. (pasturatge de camells de algunes tribus que ja havien canviat a l'àrab.) Fins i tot llavors, molts parlat van anar canviant a l'àrab hassania, la varietat d'àrab més parlada a Mauritània, i tots eren bilingües. El zenaga només s'usava dins la tribu, i es considerava de mala educació parlar-lo quan no hi havia no-parlants davant. Alguns parlants evitaven deliberadament utilitzar el zenaga amb els seus fills, esperant que aprenguessin hassania. No obstant això, molts parlants zenaga ho consideraven com un símbol de la seva independència i sel seu fervor religiós; Dubie cita un proverbi hassania: "Un moro que parla zenaga no és certament un Zenagui (membre d'una tribu servent.)"
Mig segle més tard, s'informa que el nombre de parlants és d'uns 2.000. Mentre que el zenaga es considera una llengua amenaçada, l'àrab hassania conté un nombre substancial de manlleus del zenaga (més del 10% del seu vocabulari.)

## Descripció lingüística
El zenaga comparteix l'estructura bàsica amb altres llengües amazigues, encara que difereix en detalls específics. Probablement el zenaga és les llengües amazigues més divergent d'entre les parlades encara en l'actualitat. Mostra major arcaisme en el sistema vocàlic, que reté intacte del protoberber:
| *Protoberber | Zenaga | Tuareg / Ghadamès | Altres |
| ------------ | ------ | ----------------- | ------ |
| *a           | a      | ɐ                 | Ø      |
| *i,*u        | i,u    | ə                 | Ø      |
| *aa          | a      | a                 | a      |
| *ii          | i      | i                 | i      |
| *uu          | u      | u                 | u      |
El sistema fonològic difereix força del de les altres llengües amazigues i ha estat sotmès a alguns canvis particulars com /l/ > /dj/ y /x/ > /k/, així com abundant presència d'oclusives glotals, no totalment predictibles.